# John Polkinghorne
John Charlton Polkinghorne (Weston-super-Mare, 16 de outubro de 1930 - Cambridge, 9 de março de 2021) foi um físico, teólogo e sacerdote anglicano inglês. 

## Carreira
Foi um proeminente e voz de liderança na explanação da relação entre religião e ciência, foi professor de física matemática na Universidade de Cambridge de 1968 a 1979, quando abdicou de sua cátedra para estudar para o sacerdócio, ordenado sacerdote Igreja Anglicana em 1982. Foi presidente do Queens' College (Cambridge), de 1988 a 1996.
Polkinghorne é autor de cinco livros sobre física, e 26 sobre a relação entre ciência e religião; dentre suas publicações constam The Quantum World (1989), Quantum Physics and Theology: An Unexpected Kinship (2005), Exploring Reality: The Intertwining of Science and Religion (2007), and Questions of Truth (2009). Recebeu o Prêmio Templeton de 2002.

## Morte
Morreu em 9 de março de 2021, aos 90 anos, em Cambridge, cidade da Inglaterra.

## Publicações
Polkinghorne publicou 34 livros, traduzidos em 18 línguas; 26 são sobre ciência e religião, a maioria para uma audiência popular.
Ciência e religião
- The Polkinghorne Reader : Science, Faith, and the Search for Meaning (Edited by Thomas Jay Oord) (SPCK and Templeton Foundation Press, 2010) ISBN 1-59947-315-1 and ISBN 978-0-281-06053-5
- The Way the World is : The Christian Perspective of a Scientist (1984 – revised 1992) ISBN 0-281-04597-6
- One World (SPCK/Princeton University Press  1987; Templeton Foundation Press, 2007) ISBN 978-1-59947-111-2
- Science and Creation (SPCK/New Science Library, 1989; Templeton Foundation Press, 2006) ISBN 978-1-59947-100-6
- Science and Providence (SPCK/New Science Library, 1989; Templeton Foundation Press, 2006) ISBN 978-1-932031-92-8
- Reason and Reality: Relationship Between Science and Theology  (SPCK/Trinity Press International 1991) ISBN 978-0-281-04487-0
- Quarks, Chaos and Christianity (1994; Second edition SPCK/Crossroad 2005) ISBN 0-281-04779-0
- The Faith of a Physicist – published in the UK as Science and Christian Belief (1994)  ISBN 0-691-03620-9
- Serious Talk: Science and Religion in Dialogue (Trinity Press International/SCM Press, 1996) ISBN 978-1-56338-109-6
- Scientists as Theologians (1996) ISBN 0-281-04945-9
- Beyond Science: The wider human context (CUP 1996) ISBN 978-0-521-57212-5
- Searching for Truth (Bible Reading Fellowship/Crossroad, 1996)
- Belief in God in an Age of Science (Yale University Press, 1998) ISBN 0-300-08003-4
- Science and Theology (SPCK/Fortress 1998) ISBN 0-8006-3153-6
- The End of the World and the Ends of God (Trinity Press International, 2000) with Michael Welker
- Traffic in Truth: Exchanges Between Sciences and Theology (Canterbury Press/Fortress, 2000) ISBN 978-0-8006-3579-4
- Faith, Science and Understanding (2000) SPCK/Yale University Press ISBN 0-300-08372-6
- The Work of Love: Creation as Kenosis editor, with contributors including Ian Barbour, Sarah Coakley, George Ellis, Jurgen Moltmann and Keith Ward (SPCK/Eerdmans 2001) ISBN 0-281-05372-3 / ISBN 0-8028-4885-0
- The God of Hope and the End of the World (Yale University Press, 2002) ISBN 0-300-09211-3
- The Archbishop's School of Christianity and Science (York Courses, 2003) ISBN 0954054385
- 'Science and Christian Faith' (Conversation on CD with Canon John Young. York Courses)
- Living with Hope (SPCK/Westminster John Knox Press, 2003)
- Science and the Trinity: The Christian Encounter With Reality (2004) ISBN 0-300-10445-6 (a particularly accessible summary of his thought)
- Exploring Reality: The Intertwining of Science & Religion (SPCK 2005) ISBN 0-300-11014-6
- Quantum Physics & Theology: An Unexpected Kinship (SPCK 2007) ISBN 978-0-281-05767-2
- From Physicist to Priest, an Autobiography SPCK 2007 ISBN 978-0-281-05915-7
- Theology in the Context of Science SPCK 2008 ISBN 978-0-281-05916-4
- Questions of Truth: Fiftyone Responses to Questions about God, Science and Belief, with Nicholas Beale; foreword by Antony Hewish (Westminster John Knox 2009) ISBN 978-0-664-23351-8[4]
- Reason and Reality: The Relationship Between Science and Theology (2011) SPCK ISBN 978-0-281-06400-7
- Science and Religion in Quest of Truth (2011) SPCK ISBN 978-0-281-06412-0
- 'Hawking, Dawkins and GOD' (2012) (Conversation on CD with Canon John Young. York Courses)

Ciência
- The Analytic S-Matrix (CUP 1966, jointly with RJ Eden, PV Landshoff and DI Olive)
- The Particle Play (W.H. Freeman, 1979)
- Models of High Energy Processes (CUP 1980)
- The Quantum World (Longmans/Princeton University Press, 1985; Penguin 1986; Templeton Foundation Press 2007) ISBN 978-0-691-02388-5
- Rochester Roundabout: The Story of High Energy Physics (New York, Longman, 1989) ISBN 978-0-582-05011-2
- Quantum Theory: A Very Short Introduction (2002) OUP ISBN 0-19-280252-6
- Meaning in Mathematics (2011) OUP (edited, with contributions from Timothy Gowers, Roger Penrose, Marcus du Sautoy and others) ISBN 978-0-19-960505-7

Capítulos
- "The Trinity and Scientific Theology" in The Blackwell Companion to Science and Christianity, J.B. Stump and Alan G. Padgett (eds.), (Wiley-Blackwell, 2012)
- On Space and Time (CUP 2008) along with Andrew Taylor, Shahn Majid, Roger Penrose, Alain Connes and Michael Heller ISBN 978-0-521-88926-1
- Spiritual Information: 100 Perspectives on Science and Religion (Templeton Foundation Press, 2005) ed Charles Harper ISBN 1-932031-73-1
- Creation, Law and Probability (Fortress Press 2008) ed Fraser Watts with Peter Harrison, George Ellis, Philip Clayton, Michael Ruse, Nancey Murphy, John Bowker & others ISBN 978-0-8006-6278-3
- "Physical Processes, Quantum Events, and Divine Agency," in Quantum Mechanics: Scientific Perspectives on Divine Action, Russell, R.J., Clayton, P., Wegter-McNelly, K., Polkinghorne, J. (eds.), (VATICAN: Vatican Observatory, 2001)